# Catedral de Sant Demetri de Vladímir
La Catedral de Sant Demetri de Vladímir (en rus Дмитриевский собор) és una antiga catedral de la ciutat de Vladímir.
La data més acceptada pel que fa a l'acabament de la construcció és al voltant del 1197, quan va arribar a la catedral la icona del sant des de l'Imperi Romà d'Orient, durant el regnat del Gran Príncep Vsévolod III de Vladímir-Súzdal en honor de Sant Demetri de Tessalònica.
Ja que és una part important dels Monuments Blancs de Vladímir i Súzdal, pertany, com a part del conjunt, al Patrimoni de la Humanitat de la UNESCO.

## Arquitectura
L'estructura de la catedral està formada per un cos central i quatre pilars. Al començament estava envoltada de galeries amb torres que la connectaven al palau del príncep, però van destruir-se per error durant la restauració del 1838 per creure que eren estructures molt més modernes que la resta de l'edifici.
La catedral és cèlebre pels seus relleus en pedra blanca i perquè les parets estan decorades amb gairebé 600 relleus de sants, animals reals i mítics. El relleu més important és el que representa el rei David a la zakomara central de les tres cares que presenta el relleu, tot i que també hi ha representacions d'Alexandre el Gran al mur sud i de Samsó a l'oest. El relleu de la cara nord inclou una figura del fundador de la catedral, el príncep Vsévolod III. La majoria dels relleus han estat conservats, tot i que alguns van ser reemplaçats durant la restauració del 1838. A més de la decoració interior, també han perdurat alguns fragments de frescs del segle xii, sobretot fragments d'una composició sobre el Judici Final.